# Антерос
Анте́рос, також Анте́рот (грец. Αντέρως) — давньогрецький та давньоримський бог взаємного кохання. Часто описувався як брат Ероса.

## Образ і функції
Антерос описувався як бог взаємного кохання, що мстить тим, хто нехтує чужим коханням. Часто протиставлявся Еросу.
Описуючи природу емоцій, Платон стверджував, що Антерос — це потяг до іншої людини, що більше нагадує дружбу, ніж кохання.
Частка «ант-» може розумітися як вказівка на протилежність Антероса Еросу, але також означати, що цей бог рівний Еросу чи передує йому.
На теракотовій пляшечці III-II ст. до н.е. зображено Ероса та Антероса, що мають пташині крила. Останній, на відміну від голого Ероса, прикриває стегна тканиною. Обоє тримають вінки.
У ренесансному та модерному мистецтві зображаються разом, супроводжуючи Венеру чи Психею. Іноді вони борються за душу людини.

## Походження
Овідій писав, що Ерос і Антерос були братами-близнюками, дітьми Венери (Афродіти). Цицерон і Сенека зазначали, що батьком Ероса й Антероса був Марс (Арес).
Клавдій Еліан наводив таку версію появи Антероса: Посейдон закохався в Неріта, сина Нерея, і той відповів йому взаємністю, через що виник Антерос.

## Культ Антероса
Павсаній описував, що в Афінах стояв вівтар Антероса. Встановили його на честь прибулих до Афін людей, тому що афінянин Мелес, знехтувавши коханням чужинця Тимагора, наказав йому піднятися на найвищу скелю та кинутися вниз. Через муки сумління Мелес потім кинувся з тієї ж скелі й таким чином здійснилася помста за кохання Тимагора, що лишилося без взаємності.
В Еліді, в одній зі шкіл єдиноборств, був барельєф з зображенням Антероса, що відбирає в Ероса пальмову гілку.